# Christina van Druten-Hoogakker
Christina van Druten-Hoogakker (Andelst, 20 november 1876 – Lakemond, 8 december 1987) was vanaf 1 mei 1986 de oudste inwoner van Nederland. Zij heeft deze titel 1 jaar en 221 dagen gedragen.

## Oudste persoon in Nederland
Vanaf het overlijden van Margaretha Eijken tot aan haar eigen overlijden was Van Druten-Hoogakker de oudste levende persoon in Nederland, en ze was de eerste die er de leeftijd van 111 jaar bereikte. Ze was toen een supereeuweling.
Zij werd als oudste Nederlandse ingezetene opgevolgd door Jan Machiel Reyskens, die ruim 111 jaar zou worden (toen een nieuw leeftijdsrecord, maar laatstgenoemde heeft wel altijd de Belgische nationaliteit behouden). Na haar overlijden werd Aagje Zuidland-de Vries de oudste levende vrouw in Nederland.

## Oudste Nederlander aller tijden
Sinds 10 mei 1987 was Van Druten-Hoogakker de oudste Nederlander aller tijden. Dit record werd overgenomen van Margaretha Eijken (overleden op 1 mei 1986) en Petronella Ribbens-Verstallen (overleden op 22 juli 1983), die beiden overleden op de leeftijd van 110 jaar en 170 dagen (hoewel Eijken in vergelijking met Ribbens een extra schrikkeldag had meegemaakt in haar leven en dus in feite één dag ouder was geworden). Bij haar eigen overlijden had Van Druten-Hoogakker het record inmiddels gebracht op 111 jaar en 18 dagen; het werd pas elf jaar later, op 9 december 1998, verbeterd door Catharina van Dam-Groeneveld (die als eerste de 112 en 113 zou halen).